# Choristella leptalea
Choristella leptalea là một loài ốc biển, là động vật thân mềm chân bụng sống ở biển thuộc họ Lepetellidae.

## Hình ảnh

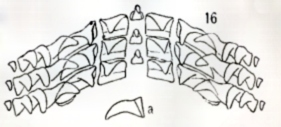